# Megachile cygnorum
Megachile cygnorum är en biart som beskrevs av Cockerell 1906. Megachile cygnorum ingår i släktet tapetserarbin, och familjen buksamlarbin. Inga underarter finns listade i Catalogue of Life.